# Wysoczne
Wysoczne (ukr. Височне) – wieś na Ukrainie w rejonie kowelskim, obwodu wołyńskiego. Nazwa Wysocze została nadana w 1946 roku, kiedy to kilka pobliskich chutorów (Duby, Kruhlica, Ostrów Wielki, Poddubie, Syciane, Wiszeńki) połączono w jedną dużą wieś. W II Rzeczypospolitej wspomniane chutory wchodziły w skład gminy wiejskiej Górniki w powiecie kowelskim województwa wołyńskiego. Była to najdalej wysunięta na północ miejscowość tego województwa.
Do 2020 w rejonie ratnieńskim.